# Pierre Aubameyang
Pierre François Aubameyang, detto Yaya (Bitam, 29 maggio 1965), è un allenatore di calcio ed ex calciatore gabonese, di ruolo difensore.

## Biografia
È padre di tre calciatori: Catilina, Willy e Pierre-Emerick.

## Caratteristiche tecniche
Di ruolo centrocampista difensivo o difensore centrale, ha collezionato 80 presenze con la Nazionale di calcio del Gabon.

## Carriera

### Club
Ha trascorso la maggior parte della sua carriera nella squadra francese dello Stade Lavallois Mayenne ed ha all'attivo 200 presenze in massima divisione francese.
Ha giocato anche in Italia, nella Triestina, in Serie C2, nella stagione 1996-1997.

## Dopo il ritiro
Dopo il ritiro, giunto in Italia, lavora come osservatore per i rossoneri dell'Associazione Calcio Milan.
Intanto, suo figlio Piere Emerik approda nella Pro Patria, squadra professionistica di Busto Arsizio distante pochi chilometri da Milano, dove il padre lavorava.

## Statistiche

### Cronologia presenze e reti in nazionale
| Cronologia completa delle presenze e delle reti in nazionale ― Gabon | Cronologia completa delle presenze e delle reti in nazionale ― Gabon | Cronologia completa delle presenze e delle reti in nazionale ― Gabon | Cronologia completa delle presenze e delle reti in nazionale ― Gabon | Cronologia completa delle presenze e delle reti in nazionale ― Gabon | Cronologia completa delle presenze e delle reti in nazionale ― Gabon | Cronologia completa delle presenze e delle reti in nazionale ― Gabon | Cronologia completa delle presenze e delle reti in nazionale ― Gabon |
| Data                                                                 | Città                                                                | In casa                                                              | Risultato                                                            | Ospiti                                                               | Competizione                                                         | Reti                                                                 | Note                                                                 |
| -------------------------------------------------------------------- | -------------------------------------------------------------------- | -------------------------------------------------------------------- | -------------------------------------------------------------------- | -------------------------------------------------------------------- | -------------------------------------------------------------------- | -------------------------------------------------------------------- | -------------------------------------------------------------------- |
| 7-12-1985                                                            | Libreville                                                           | Gabon                                                                | 1 – 0                                                                | Congo-Brazzaville                                                    | Coppa UDEAC 1985 - 1º turno                                          | -                                                                    |                                                                      |
| 11-12-1985                                                           | Libreville                                                           | Gabon                                                                | 4 – 0                                                                | Rep. Centrafricana                                                   | Coppa UDEAC 1985 - 1º turno                                          | -                                                                    |                                                                      |
| 14-12-1985                                                           | Libreville                                                           | Gabon                                                                | 3 – 0                                                                | Ciad                                                                 | Coppa UDEAC 1985 - Semifinale                                        | -                                                                    |                                                                      |
| 19-12-1985                                                           | Libreville                                                           | Gabon                                                                | 3 – 0                                                                | Congo-Brazzaville                                                    | Coppa UDEAC 1985 - Finale                                            | -                                                                    |                                                                      |
| 23-1-1986                                                            | Libreville                                                           | Gabon                                                                | 0 – 1                                                                | Senegal                                                              | Amichevole                                                           | -                                                                    |                                                                      |
| 6-10-1986                                                            | Luanda                                                               | Angola                                                               | 1 – 0                                                                | Gabon                                                                | Qual. Coppa d'Africa 1988                                            | -                                                                    |                                                                      |
| 20-10-1986                                                           | Libreville                                                           | Gabon                                                                | 1 – 0                                                                | Angola                                                               | Qual. Coppa d'Africa 1988                                            | -                                                                    |                                                                      |
| 10-12-1986                                                           | Malabo                                                               | Gabon                                                                | 1 – 0                                                                | Congo-Brazzaville                                                    | Coppa UDEAC 1986 - 1º turno                                          | -                                                                    |                                                                      |
| 14-12-1986                                                           | Malabo                                                               | Gabon                                                                | 1 – 0                                                                | Rep. Centrafricana                                                   | Coppa UDEAC 1986 - 1º turno                                          | -                                                                    |                                                                      |
| 17-12-1986                                                           | Malabo                                                               | Ciad                                                                 | 0 – 0 dts (4 - 1 dtr)                                                | Gabon                                                                | Coppa UDEAC 1986 - Semifinale                                        | -                                                                    |                                                                      |
| 9-4-1987                                                             | Libreville                                                           | Gabon                                                                | 1 – 0                                                                | Costa d'Avorio                                                       | Amichevole                                                           | -                                                                    |                                                                      |
| 20-4-1987                                                            | Brazzaville                                                          | Camerun                                                              | 2 – 0                                                                | Gabon                                                                | Giochi centrafricani 1987 - 1º turno                                 | -                                                                    |                                                                      |
| 28-4-1987                                                            | Brazzaville                                                          | Angola                                                               | 1 – 0                                                                | Gabon                                                                | Giochi centrafricani 1987 - Semifinale                               | -                                                                    |                                                                      |
| 30-4-1987                                                            | Brazzaville                                                          | Congo-Brazzaville                                                    | 3 – 2                                                                | Gabon                                                                | Giochi centrafricani 1987 - Finale 3º-4º posto                       | -                                                                    |                                                                      |
| 29-11-1987                                                           | Libreville                                                           | Gabon                                                                | 0 – 0                                                                | Angola                                                               | Amichevole                                                           | -                                                                    |                                                                      |
| 9-12-1987                                                            | N'Djamena                                                            | Rep. Centrafricana                                                   | 1 – 1                                                                | Gabon                                                                | Coppa UDEAC 1987 - 1º turno                                          | -                                                                    |                                                                      |
| 11-12-1987                                                           | N'Djamena                                                            | Ciad                                                                 | 1 – 1                                                                | Gabon                                                                | Coppa UDEAC 1987 - 1º turno                                          | -                                                                    |                                                                      |
| 18-12-1987                                                           | N'Djamena                                                            | Gabon                                                                | 0 – 0 dts (4 - 3 dtr)                                                | Guinea Equatoriale                                                   | Coppa UDEAC 1987 - Finale 3º-4º posto                                | -                                                                    |                                                                      |
| 1-8-1988                                                             | Luanda                                                               | Angola                                                               | 4 – 1                                                                | Gabon                                                                | Amichevole                                                           | -                                                                    |                                                                      |
| 10-10-1988                                                           | Libreville                                                           | Gabon                                                                | 3 – 0                                                                | Burkina Faso                                                         | Qual. Coppa d'Africa 1988                                            | -                                                                    |                                                                      |
| 24-10-1988                                                           | Ouagadougou                                                          | Burkina Faso                                                         | 1 – 0                                                                | Gabon                                                                | Qual. Coppa d'Africa 1988                                            | -                                                                    |                                                                      |
| 24-11-1988                                                           | Libreville                                                           | Gabon                                                                | 4 – 0                                                                | Mali                                                                 | Amichevole                                                           | -                                                                    |                                                                      |
| 4-12-1988                                                            | Douala                                                               | Gabon                                                                | 3 – 0                                                                | Guinea Equatoriale                                                   | Coppa UDEAC 1988 - 1º turno                                          | -                                                                    |                                                                      |
| 6-12-1988                                                            | Douala                                                               | Gabon                                                                | 0 – 0 dts (4 - 3 dtr)                                                | Rep. Centrafricana                                                   | Coppa UDEAC 1988 - Semifinale                                        | -                                                                    |                                                                      |
| 22-1-1989                                                            | Libreville                                                           | Gabon                                                                | 1 – 3                                                                | Senegal                                                              | Qual. Mondiali 1990                                                  | -                                                                    | 50’                                                                  |
| 10-4-1989                                                            | Libreville                                                           | Gabon                                                                | 1 – 0                                                                | Ghana                                                                | Qual. Coppa d'Africa 1990                                            | -                                                                    |                                                                      |
| 23-4-1989                                                            | Accra                                                                | Ghana                                                                | 0 – 0                                                                | Gabon                                                                | Qual. Coppa d'Africa 1990                                            | -                                                                    |                                                                      |
| 5-6-1989                                                             | Libreville                                                           | Gabon                                                                | 0 – 0                                                                | Zaire                                                                | Amichevole                                                           | -                                                                    |                                                                      |
| 6-7-1989                                                             | Blantyre                                                             | Malawi                                                               | 2 – 0                                                                | Gabon                                                                | Amichevole                                                           | -                                                                    |                                                                      |
| 7-7-1989                                                             | Blantyre                                                             | Mozambico                                                            | 0 – 1                                                                | Gabon                                                                | Amichevole                                                           | -                                                                    |                                                                      |
| 16-7-1989                                                            | Lusaka                                                               | Zambia                                                               | 3 – 0                                                                | Gabon                                                                | Qual. Coppa d'Africa 1990                                            | -                                                                    |                                                                      |
| 31-7-1989                                                            | Libreville                                                           | Gabon                                                                | 2 – 1                                                                | Zambia                                                               | Qual. Coppa d'Africa 1990                                            | -                                                                    |                                                                      |
| 3-12-1989                                                            | Bangui                                                               | Congo-Brazzaville                                                    | 1 – 0                                                                | Gabon                                                                | Coppa UDEAC 1989 - 1º turno                                          | -                                                                    |                                                                      |
| 5-12-1989                                                            | Bangui                                                               | Gabon                                                                | 2 – 0                                                                | Congo-Brazzaville                                                    | Coppa UDEAC 1989 - 1º turno                                          | -                                                                    |                                                                      |
| 10-12-1989                                                           | Bangui                                                               | Rep. Centrafricana                                                   | 2 – 0                                                                | Gabon                                                                | Coppa UDEAC 1989 - Semifinale                                        | -                                                                    |                                                                      |
| 12-12-1989                                                           | Bangui                                                               | Gabon                                                                | 2 – 0                                                                | Ciad                                                                 | Coppa UDEAC 1989 - Finale 3º-4º posto                                | -                                                                    |                                                                      |
| 12-8-1990                                                            | Libreville                                                           | Gabon                                                                | 0 – 0                                                                | Mali                                                                 | Amichevole                                                           | -                                                                    |                                                                      |
| 11-12-1990                                                           | Brazzaville                                                          | Gabon                                                                | 1 – 0                                                                | Rep. Centrafricana                                                   | Coppa UDEAC 1990 - 1º turno                                          | -                                                                    |                                                                      |
| 15-12-1990                                                           | Brazzaville                                                          | Congo-Brazzaville                                                    | 1 – 0                                                                | Gabon                                                                | Coppa UDEAC 1990 - Semifinale                                        | -                                                                    |                                                                      |
| 17-12-1990                                                           | Brazzaville                                                          | Ciad                                                                 | 2 – 1                                                                | Gabon                                                                | Coppa UDEAC 1990 - Finale 3º-4º posto                                | -                                                                    |                                                                      |
| 14-4-1991                                                            | Kinshasa                                                             | Zaire                                                                | 2 – 1                                                                | Gabon                                                                | Qual. Coppa d'Africa 1992                                            | -                                                                    |                                                                      |
| 28-4-1991                                                            | Kampala                                                              | Uganda                                                               | 0 – 0                                                                | Gabon                                                                | Qual. Coppa d'Africa 1992                                            | -                                                                    |                                                                      |
| 8-6-1991                                                             | Libreville                                                           | Gabon                                                                | 0 – 1                                                                | Ghana                                                                | Amichevole                                                           | -                                                                    |                                                                      |
| 15-7-1991                                                            | Libreville                                                           | Gabon                                                                | 1 – 0                                                                | Tanzania                                                             | Qual. Coppa d'Africa 1992                                            | -                                                                    |                                                                      |
| 29-7-1991                                                            | Libreville                                                           | Gabon                                                                | 0 – 0                                                                | Zaire                                                                | Qual. Coppa d'Africa 1992                                            | -                                                                    |                                                                      |
| 15-6-1992                                                            | Libreville                                                           | Gabon                                                                | 1 – 0                                                                | Togo                                                                 | Amichevole                                                           | -                                                                    |                                                                      |
| 21-6-1992                                                            | Libreville                                                           | Gabon                                                                | 0 – 1                                                                | Burundi                                                              | Amichevole                                                           | -                                                                    |                                                                      |
| 11-10-1992                                                           | Libreville                                                           | Gabon                                                                | 3 – 1                                                                | Mozambico                                                            | Qual. Mondiali 1994                                                  | 1                                                                    |                                                                      |
| 6-12-1992                                                            | Libreville                                                           | Gabon                                                                | 2 – 3                                                                | Ghana                                                                | Amichevole                                                           | -                                                                    |                                                                      |
| 20-12-1992                                                           | Libreville                                                           | Gabon                                                                | 3 – 2                                                                | Senegal                                                              | Qual. Mondiali 1994                                                  | -                                                                    |                                                                      |
| 2-1-1993                                                             | Libreville                                                           | Gabon                                                                | 1 – 1 dts (3 - 5 dtr)                                                | Burkina Faso                                                         | Black Stars Tournament 1993 - Semifinale                             | -                                                                    |                                                                      |
| 3-1-1993                                                             | Libreville                                                           | Gabon                                                                | 2 – 3                                                                | Ghana                                                                | Black Stars Tournament 1993 - Finale 3º-4º posto                     | -                                                                    |                                                                      |
| 17-1-1993                                                            | Maputo                                                               | Mozambico                                                            | 1 – 1                                                                | Gabon                                                                | Qual. Mondiali 1994                                                  | -                                                                    |                                                                      |
| 27-2-1993                                                            | Dakar                                                                | Senegal                                                              | 1 – 0                                                                | Gabon                                                                | Qual. Mondiali 1994                                                  | -                                                                    |                                                                      |
| 4-7-1993                                                             | Moanda                                                               | Gabon                                                                | 0 – 2                                                                | Mali                                                                 | Amichevole                                                           | -                                                                    |                                                                      |
| 6-10-1993                                                            | Bruxelles                                                            | Belgio                                                               | 2 – 1                                                                | Gabon                                                                | Amichevole                                                           | -                                                                    |                                                                      |
| 27-2-1994                                                            | Moanda                                                               | Gabon                                                                | 0 – 0                                                                | Senegal                                                              | Amichevole                                                           | -                                                                    | 46’                                                                  |
| 26-3-1994                                                            | Tunis                                                                | Nigeria                                                              | 3 – 0                                                                | Gabon                                                                | Coppa d'Africa 1994 - 1º turno                                       | -                                                                    |                                                                      |
| 28-3-1994                                                            | Tunis                                                                | Egitto                                                               | 4 – 0                                                                | Gabon                                                                | Coppa d'Africa 1994 - 1º turno                                       | -                                                                    |                                                                      |
| 13-11-1994                                                           | Libreville                                                           | Gabon                                                                | 3 – 0                                                                | Mauritius                                                            | Qual. Coppa d'Africa 1996                                            | -                                                                    | 46’                                                                  |
| 20-11-1994                                                           | Libreville                                                           | Gabon                                                                | 2 – 1                                                                | Zambia                                                               | Qual. Coppa d'Africa 1996                                            | -                                                                    |                                                                      |
| 26-11-1995                                                           | Libreville                                                           | Gabon                                                                | 1 – 2                                                                | Camerun                                                              | Belier Africa Tournament - 1º turno                                  | -                                                                    |                                                                      |
| 30-11-1995                                                           | Libreville                                                           | Gabon                                                                | 2 – 1                                                                | Algeria                                                              | Belier Africa Tournament - 1º turno                                  | -                                                                    |                                                                      |
| 2-12-1995                                                            | Libreville                                                           | Camerun                                                              | 0 – 0 dts (3 - 1 dtr)                                                | Gabon                                                                | Belier Africa Tournament - Finale 3º-4º posto                        | -                                                                    | 84’                                                                  |
| 16-1-1996                                                            | Durban                                                               | Gabon                                                                | 1 – 2                                                                | Liberia                                                              | Coppa d'Africa 1996 - 1º turno                                       | -                                                                    |                                                                      |
| 19-1-1996                                                            | Durban                                                               | Zaire                                                                | 0 – 2                                                                | Gabon                                                                | Coppa d'Africa 1996 - 1º turno                                       | -                                                                    |                                                                      |
| 28-1-1996                                                            | Durban                                                               | Gabon                                                                | 1 – 1 dts (1 - 4 dtr)                                                | Tunisia                                                              | Coppa d'Africa 1996 - Quarti di finale                               | -                                                                    | 31’ 92’                                                              |
| 10-11-1996                                                           | Libreville                                                           | Gabon                                                                | 1 – 1                                                                | Ghana                                                                | Qual. Mondiali 1998                                                  | -                                                                    |                                                                      |
| 22-2-1997                                                            | Windhoek                                                             | Namibia                                                              | 1 – 1                                                                | Gabon                                                                | Qual. Coppa d'Africa 1998                                            | 1                                                                    |                                                                      |
| 6-4-1997                                                             | Libreville                                                           | Gabon                                                                | 0 – 4                                                                | Marocco                                                              | Qual. Mondiali 1998                                                  | -                                                                    |                                                                      |
| 22-6-1997                                                            | Yaoundé                                                              | Camerun                                                              | 2 – 2                                                                | Gabon                                                                | Qual. Coppa d'Africa 1998                                            | 1                                                                    |                                                                      |
| 13-7-1997                                                            | Libreville                                                           | Gabon                                                                | 1 – 0                                                                | Kenya                                                                | Qual. Coppa d'Africa 1998                                            | -                                                                    |                                                                      |
| 26-7-1997                                                            | Libreville                                                           | Gabon                                                                | 1 – 1                                                                | Namibia                                                              | Qual. Coppa d'Africa 1998                                            | 1                                                                    | 46’                                                                  |
| 4-10-1998                                                            | Libreville                                                           | Gabon                                                                | 2 – 0                                                                | Mauritius                                                            | Qual. Coppa d'Africa 2000                                            | -                                                                    | 65’                                                                  |
| Totale                                                               |                                                                      | Presenze                                                             | 74                                                                   |                                                                      | Reti                                                                 | 4                                                                    |                                                                      |